# Zandverstuiving (natuurdoeltype)
Zandverstuiving  is een natuurdoeltype dat enkel voorkomt op de hogere zandgronden. De vegetatie bestaat voornamelijk uit mossen, korstmossen en pioniersvegetatie. Het natuurdoeltype vergt een droge bodem die zuur tot zwak zuur is en qua trofiegraad mesotroof of oligotroof is. Het natuurdoeltype wordt gevoed door regenwater en overstroomt nooit. De bodem bestaat uit duinvaaggronden en incidenteel uit podzolgronden. De duinvaaggronden kunnen tevens een micropodzol bevatten. Het natuurdoeltype heeft een oppervlakte van minstens 15 ha nodig om in stand te kunnen blijven en wordt de successie tegengegaan.

## Plantengemeenschappen
Binnen het natuurdoeltype zandverstuiving kunnen meerdere plantengemeenschappen voorkomen. Deze plantengemeenschappen hoeven niet allemaal voor te komen om het natuurdoeltype te bereiken.
| Nederlandse naam                             | Wetenschappelijke naam                                       |
| -------------------------------------------- | ------------------------------------------------------------ |
| associatie van buntgras en heidespurrie      | Spergulo-Corynephoretum                                      |
| rompgemeenschap met vroege haver             | RG Aira praecox-[Koelerio-Corynephoretea]                    |
| rompgemeenschap met gewoon gaffeltandmos     | RG Dicranum scoparium-[Koelerio-Corynephoretea]              |
| derivaatgemeenschap met trekrus en Noors mos | RG Juncus squarrosus-Oligotrichum hercynicum-[Corynephorion] |

Wanneer de associatie van buntgras en heidespurrie optreedt komt het natuurdoeltype overeen met het habitattype open grasland met Corynephorus- en Agrostis-soorten op landduinen uit de habitatrichtlijn.